# 史蒂夫 (大氣光學現象)

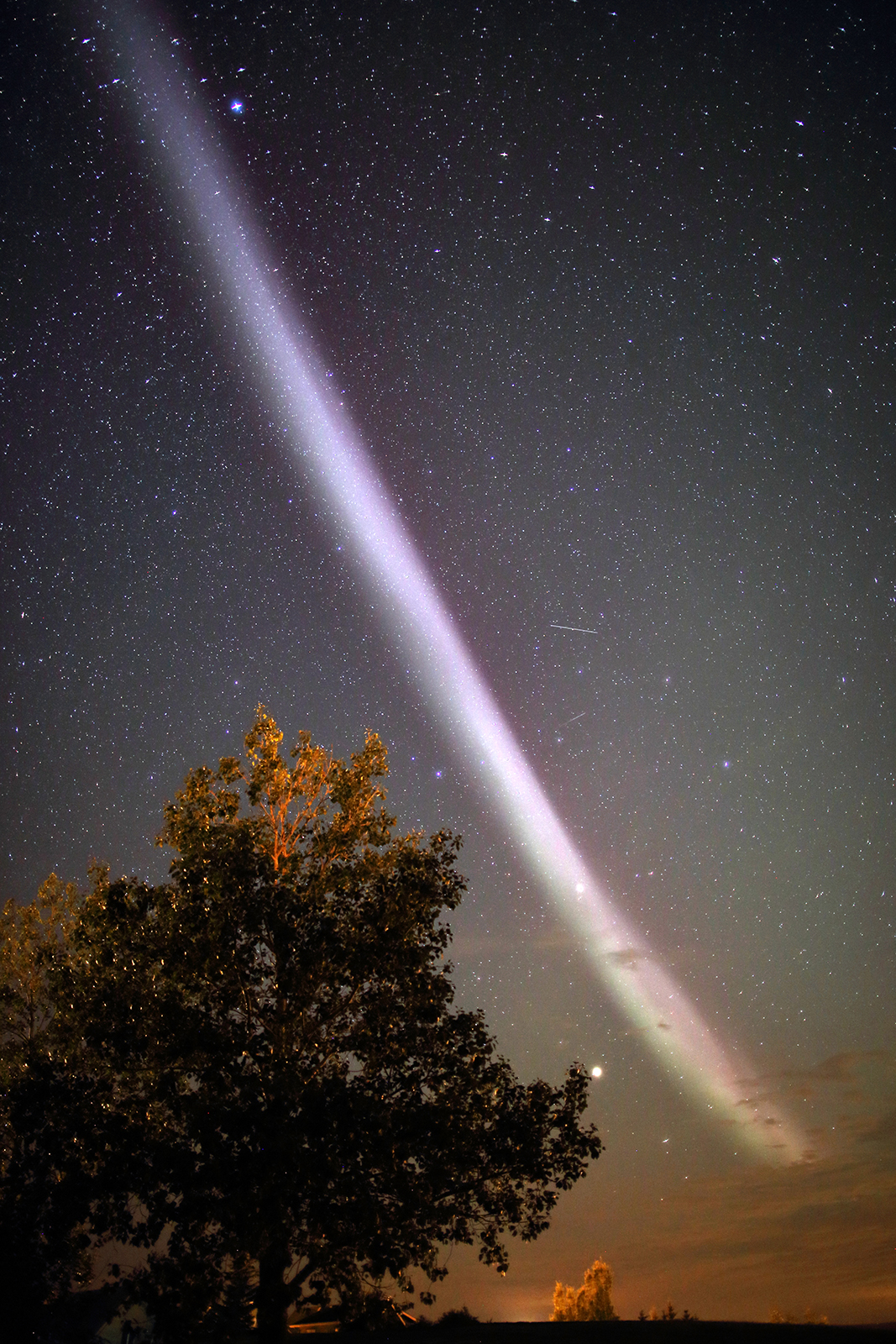
加拿大觀察到的「史蒂夫」

史蒂夫（英語：Strong Thermal Emission Velocity Enhancement）是一種大氣光學現象，是一種出現在天空中的紫色及綠色光帶，由加拿大亞伯塔省極光觀察者於2016年底所命名。根據科學家對歐洲太空總署Swarm衛星的數據分析，史蒂夫是由海拔450公里，溫度攝氏3,000度且以每秒6公里的速度流動的熱電漿帶所引起的。史蒂夫這種現象並不罕見，但以前從未被仔細研究。

## 外部連結
- Eric Donovan's presentation at 2017 ESA Earth Explorer Missions Science Meeting （页面存档备份，存于） (1:08:30 - 1:26:00)
- NASA Goddard with Liz MacDonald. . YouTube. 14 March 2018  [2021-09-19]. （原始内容存档于2021-12-03）.
- STEVE over Copper Harbor （页面存档备份，存于） May 5, 2021